# دبليو. دبليو. بارتلي الثالث
ويليام وارين بارتلي الثالث (بالإنجليزية: W. W. Bartley III)‏ (وُلد في 2 أكتوبر عام 1934 – توفي في 5 فبراير عام 1990)، يُعرف باسم دبليو. دبليو. بارتلي الثالث، هو فيلسوف أمريكي مختص في فلسفة القرن العشرين واللغة والمنطق وحلقة فيينا (تجريبيو فيينا).

## النشأة وتعليمه
وُلد ويليام وارين في ويلكينسبورغ ضمن ولاية بنسلفانيا الأمريكية في الثاني من شهر أكتوبر عام 1934، وترعرع الصبي في منزل بروتستانتي. أكمل تعليمه الثانوي في بيتسبرغ، ودرس في جامعة هارفرد منذ عام 1952 وحتى عام 1956، وتخرّج بدرجة بكالوريوس في الفلسفة. عندما كان بارتلي طالبًا في هارفرد، عمل محرر صحيفة ذا هارفرد كريمزون. أمضى بارتلي الفصل الدراسي الشتوي من عام 1956 والفصل الصيفي من عام 1957 في مدرسة هارفرد الربوبية والمدرسة الأسقفية الربوبية في جامعة كامبردج ماساتشوستس. في عام 1958، أكمل بارتلي درجة الماستر في الفلسفة ضمن جامعة هارفرد. تدرب بارتلي سابقًا ليصبح كاهنًا بروتستانتيًا، لكنه أصبح رافضًا للمسيحية عند تخرجه. درس بارتلي تحت إشراف السير كارل بوبر في كلية لندن للاقتصاد، وأكمل هناك درجة الدكتوراه في عام 1962. نُشرت أجزاء من أطروحته، بعنوان قيود العقلانية: دراسة نقدية حول بعض القضايا المنطقية المتعلقة بالبراغماتية المعاصرة والحركات التابعة لها، لاحقًا في ذات السنة تحت عنوان الرجوع إلى الالتزام.

## مسيرته
عمل بارتلي بعد تخرجه بشهادة دكتوراه محاضرًا في المنطق في مدينة لندن. ولاحقًا، شغل مناصبًا في معهد واربورغ وفي جامعة كاليفورنيا في سان دييغو. نال بارتلي درجة البروفيسور التامة عام 1969 في جامعة بيتسبرغ، حيث مارس مهنة التدريس منذ عام 1963.
في عام 1973، التحق بارتلي بجامعة كاليفورنيا الولائية، وكان بروفيسورًا في الفلسفة في كلية هايوارد، حيث حصل على امتياز «بروفيسور مرموق» من طرف كامل نظام جامعة كاليفورنيا عام 1979. كان آخر منصب شغله بارتلي هو زميل باحث كبير في معهد هوفر.

## علاقته بالسير كارل بوبر
بادل بارتلي وبوبر بعضهما الإعجاب، وكان موقفهما المشترك تجاه التبريرية أحد أسباب هذا الإعجاب المتبادل. لكن خلال مؤتمر الحلقة الدولية في فلسفة العلوم في كلية بيدفورد ضمن جامعة لندن، والذي أُقيم منذ 11 إلى 17 يوليو عام 1965، اختلف السيدان مع بعضهما بشدة. قدّم بارتلي ورقة بعنوان «نظريات تعيين الحدود بين العلم والميتافيزيقيات»، واتهم فيها بوبر بإظهار سلوك إيجابي في أعماله الأولى، وادعى فيها أن معيار تعيين الحدود الذي وضعه بوبر لم يكن مهمًا بقدر ما اعتقد الأخير. أخذ بوبر هذا الانتقاد بشكل شخصي، بينما ارتأي بارتلي أن ردّ بوبر ناجمٌ عن إهمال الأخير للانتقاد الذي وجهه له. لم يستعد الرجلان صداقتهما حتى عام 1974، عقب نشر فلسفة كارل بوبر (تحرير بول شيليب). غيّر بارتلي من لهجة ملاحظاته حول معيار تعيين الحدود الخاص ببوبر، ما جعل الانتقادات أقل حدة. لكن على الرغم من استرجاع صداقتهما، لم يقبل بوبر أبدًا بوجهات نظر بارتلي، وانتقدها حتى بعد موت الأخير.

## مؤلف ومحرر
نشر بارتلي سيرة الفيلسوف لودفيغ فيتغنشتاين عام 1973، وعنونها بـ فيتغينشتاين. احتوى الكتاب استعراضًا قصيرًا نسبيًا، نحو 4 إلى 5 صفحات، لميول فيتغينشتاين المثلية، وارتكز بشكل أساسي على تحقيق صحفي شمل أصدقاء وزملاء الفيلسوف. أدى هذا الأمر إلى جدل شديد في الدوائر الفكرية والفلسفية، ورأى الكثير من الناس أن ذلك «هجوم» على الفيلسوف بعد وفاته. حذفت بعض الترجمات الأجنبية عن الكتاب، مثل الطبعة الأولى من الترجمة الإسبانية، المادة «المسيئة» للكاتب.